# 대한예수교장로회(순장)
대한예수교장로회(순장)은 일제강점기 신사참배 강요에 저항하던 신자들이 주축이 되어 설립한 대한민국의 장로교 교단이다. 이계실 목사를 따라 월남한 신자들을 주축으로 설립되었다.

## 연혁
1938년 9월 10일, 제 27회 조선예수교장로회 총회에서 신사참배를 '국가의식'으로 가결함에 따라 이를 반대한 이계실 목사의 주도 하에 1921년 함남 함주군 동천면 풍서리에 덕천교회를 설립한 함남노회를 탈퇴하여 주기철, 손양원, 이기선, 한상동, 주남선, 이계실 목사 등이 일제 신사참배 및 동방요배를 일사각오로 배척하고, 덕천교회, 동상리교회, 기곡교회, 장흥교회, 상수리교회가 이계실 목사의 인도를 받아 순교를 각오한 믿음의 길을 걷기 시작함으로 그 역사가 쓰여지기 시작했다.
일제강점기 신사참배를 거부하고 신앙을 지키다 일제에 목숨을 잃은 독립운동가이자 순교자인 '일사각오' 주기철 목사, 자신의 친아들을 살해한 안재선 씨를 용서하고 양자로 삼은 '사랑의 원자탄' 손양원 목사와 함께 신사참배 및 동방요배를 배척한 이계실 목사가 주도해 교단을 설립했다. 이계실 목사는 장로교 목사, 신사참배 반대 운동자, 순장로회 교단 창설자로, 함남 함주에서 출생했다. 성경을 혼자 연구하다가 그리스도인이 되어 함흥성경학원과 장로회신학교를 졸업하고, 북주동교회 목사로 시무했다. 그 후 함남노회 내 여러 교회에서 목회했으며, 장로회총회가 신사참배를 가결하자 함남노회를 탈퇴하고 독자적인 신앙노선을 지켰다. 해방 후 교회 재건에 힘쓰다가 6ㆍ25때 월남하여 거제도에 덕천연합교회를 설립했다. 이때 다른 재건파 교회와 결합해 대한예수교재건교회를 설립했으나, 1969년에 독립하여 대한예수교순장로회독노회를 조직하였다. 말년에 순장로회신학교 교장으로 교역자 양성에 힘썼다.
이후 1950. 6.25사변이 일어난 다음 해 1.4 후퇴 시, 이계실 목사는 인도하던 5개 교회의 교우 130여명을 이끌고, UN군의 구원선인 ‘에레스티호’를 타고 경남 거제도로 이주, 교회를 설립하여 “연합 덕천교회”라 이름하였다. 이 때 이계실 목사를 중심으로 하여 성경을 정확무오한 하나님의 말씀으로 믿는 칼빈주의에 입각한 개혁주의 신앙을 교육이념으로 정하고 진리를 파수할 교역자 양성을 목적으로 1952년 10월 경남 거제도에서 성경학교를 시작하였다.
이후 1954년 3월 23일, 부산 문현동에 교회와 교우들의 저택을 건축 후 잠시 정착하다가 1955년 3월, 서울 신길동으로 이전하여 교회와 학교 및 교우들의 가옥을 건축하여 정착하였다. 모 교회인 동천교회(구 덕천교회)를 중심으로 1962년 신림동에 신천교회(현 신원예닮교회)를, 1967년 3월에는 신대방동에 대천교회와 창대교회를 개척하면서 서울에 7개 교회, 경기도에 11개 교회, 강원도에 2개 교회, 충청지역에 7개 교회, 전남 광주에 1개 교회, 해외(미국, 캐나다, 호주, 일본) 지역에 10개 교회 등 지속적으로 교회를 설립해 나갔다.

### 서울성경신학대학원대학교설립
1990년에 시대적 요청에 따라 신학 교육의 질을 높일 필요성을 절감하고 신학대학원을 신설, 학제를 대학부 4년, 신학원 3년의 7년 과정으로 개편 운영해 현재까지 신학자 및 목회자, 전임 사역자들을 배출해 왔다. 1995년에는 신학교 교사를 서울특별시 신대방동 632-57번지에 완공하였고, 1997년 7월 16일부로 교육부로부터 “학교법인 순장학원” 설립인가를 받고, 1999년 2월 22일부로 교육부 정식 대학원 대학교 설립인가를 획득, “서울성경신학대학원대학교”로 지금에 이르고 있다.

## 같이 보기
- 서울성경신학대학원대학교